# Hijos
HIJOS oder H.I.J.O.S. ist das Apronym der seit Jahren wachsenden argentinischen Organisation  Hijos por la Identidad y la Justicia contra el Olvido y el Silencio, 'Kinder für die Identität und die Gerechtigkeit, gegen das Vergessen und Schweigen'. „Hijos“ ist auch das spanische Wort für „Kinder“.
Die 1999 gegründete Organisation HIJOS besteht in erster Linie aus jungen Erwachsenen, die als Kinder Opfer der im Jahr 1976 durch einen Militärputsch an die Macht gekommenen Junta-Regierung unter General Jorge Rafael Videla wurden. Während der Militärdiktatur von 1976 bis 1983 führte der Staat einen selbst erklärten Schmutzigen Krieg gegen militante Widerstandsgruppen und Oppositionelle, dem bis zu 30.000 Menschen zum Opfer fielen. Oft hatten die Opfer keinerlei illegale Tätigkeiten ausgeübt, sondern waren lediglich durch ihre politische Position, eine Gewerkschafts- oder soziale Tätigkeit verdächtig, dann heimlich inhaftiert und umgebracht worden. Solche Menschen werden in Argentinien bzw. in ganz Lateinamerika als Desaparecidos (Verschwundene) bezeichnet. Während der Diktatur geborene Babys von in Gefangenschaft befindlichen Frauen wurden systematisch geraubt, die Mütter anschließend gefoltert und umgebracht. Die so zu Waisen gemachten Babys wurden von den Militärs teilweise zwangsweise ohne Wissen der Familien der Mütter zur Adoption freigegeben, meist an kinderlose Offiziersfamilien oder befreundete Geschäftsleute, wo die Kinder scheinbar normal aufwuchsen. Die HIJOS bestehen einerseits aus solchen Kindern, die später von ihrer Herkunft erfahren haben, oft nach ihrem Aufspüren durch die Organisation Abuelas de Plaza de Mayo ('Großmütter der Plaza de Mayo'), in der sich die Mütter der damals ermordeten Frauen organisiert haben. Andererseits befinden sich in ihr Kinder von Verschwundenen, die in ihren Herkunftsfamilien, d. h. bei Großeltern, Onkeln und Tanten, oder bei mit den Eltern befreundeten Familien aufwuchsen, und für die Gerechtigkeit und Aufklärung der Verbrechen in Verbindung mit dem illegalen Verschwindenlassen ihrer Eltern kämpfen.
Die Organisation HIJOS schätzt, dass es in Argentinien insgesamt etwa 500 von den Schergen der Diktatur geraubte und dann im Geheimen zur Adoption durch Militärs freigegebene Kinder gibt. In mindestens 128 Fällen wurden bis zum Jahr 2018 während der Militärdiktatur verschwundene Kinder an überlebende Elternteile oder rechtmäßige Familien zurückgegeben. Die Bemühungen dauern an. Die Konfrontation mit ihrer biologischen Herkunft ist für die mittlerweile erwachsenen Kinder meist ein sehr schmerzhafter Prozess – auch deswegen, weil ihre Adoptivväter als damalige Offiziere nicht selten an der Folterung und Ermordung ihrer leiblichen Eltern beteiligt waren.
Die linksgerichtete Organisation hängt eng mit den Madres de Plaza de Mayo ('Mütter der Plaza de Mayo') und den Abuelas de Plaza de Mayo ('Großmütter der Plaza de Mayo') zusammen. Diese beiden Organisationen bildeten sich aus den Müttern der entführten und ermordeten Menschen, also der Großelterngeneration der HIJOS. Die dazwischenliegende Elterngeneration existiert nicht mehr bzw. wurde von den Militärs ermordet. Während die Madres in erster Linie nach dem Verbleib ihrer ermordeten Kinder fragen und die Abuelas ihre Enkel suchten, die zu einem großen Teil anonym adoptiert wurden, häufig von Militärs und anderen dem Regime nahestehende Personen, wollen die HIJOS in erster Linie, dass die Täter strafverfolgt werden und ihre Haftstrafen nicht, z. B. aufgrund des Alters der Täter, abgemildert werden.